# Les Pèlerins d'Emmaüs (musée Jacquemart-André)
Pour les articles homonymes, voir La Cène d'Emmaüs.
Les Pèlerins d'Emmaüs est un tableau réalisé vers 1628 par le peintre néerlandais Rembrandt. Cette huile sur panneau représente Jésus-Christ, de profil et à contre-jour, alors qu'il est à table pendant la rencontre à Emmaüs. L'œuvre est conservée au musée Jacquemart-André, à Paris, en France.